# Лідер воєнної економіки

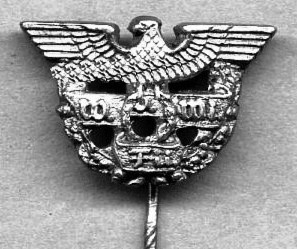
Знак лідера воєнної економіки

Лідер воєнної економіки (нім. Wehrwirtschaftsführer (WeWiFü)) — відзнака НСДАП, почесне звання для керівників важливих для військової промисловості підприємств.

## Історія
Звання засноване в 1935 році. Присвоення звання спочатку здійснювали представники ОКВ, з 1938 року — рейхсміністр економіки.
До 1940 року звання не свідчило про політичні погляди нагороджених: лідерами воєнної економіки стали чимало підприємців, які не відрізнялися прихильністю до нацистського режиму, або ж їхня діяльність не була дуже важливою для військової промисловості. З 1940 року звання почали отримувати багато керівників компаній, ніяк не пов'язаних із озброєнням: це було зроблено для того, щоб продемонструвати корисність діяльності компанії в умовах війни.
Лідер воєнної економіки отримував нагрудний знак.
Всього лідерами воєнної економіки стали близько 400 осіб.

## Відомі лідери
- Густав Крупп
- Альфрід Крупп
- Вільгельм Мессершмітт
- Отто Амброс
- Гуго Еккенер
- Ернст Гайнкель
- Франц Гайлер
- Генріх Бютефіш
- Філіпп Кесслер
- Ернст Ціндель